# احتساب
الاحتساب هو مصطلح إسلامي، يُقصد به احتساب الأجر وثواب الأعمال الصالحة عند الله يوم الحساب حيث قال الله تعالى: ﴿وَلَوْ أَنَّهُمْ رَضُوا مَا آتَاهُمُ اللَّهُ وَرَسُولُهُ وَقَالُوا حَسْبُنَا اللَّهُ سَيُؤْتِينَا اللَّهُ مِنْ فَضْلِهِ وَرَسُولُهُ إِنَّا إِلَى اللَّهِ رَاغِبُونَ ۝٥٩﴾ [التوبة:59].
والاحتساب مقترن بالإخلاص لوجه الله تعالى، لا يفترقان، فمن نوى بعمله نية صالحة فقد احتسبه عند الله تعالى، ولا يحتاج إلى مزيد استحضار قلبي.

## أنواع الاحتساب وفق معانيه
- الاعتداد بالشيء، مِنَ الْحَسْبِ، وَهُوَ الْعَدُّ. ومن ذلك المعنى يقال فلان احتسب ابنه عند الله، أي عده من الأمور المدخرة له يوم الحساب.
- طلب الثواب، وقد استعمل الفقهاء هذين المعنيين كلاهما، ولكن عند الإطلاق يذهب لمعنى الثواب.[1] كما في الحديث: «من صام رمضان إيمانا واحتسابا غفر له ما تقدم من ذنبه وما تأخر» احتسابا أي ليس طلبا لرياء أو لغيره.[2]
- ومنه الحسبة: اسم من الاحتساب، فاعلُه محتسب وهو الذي يقوم بالعمل الخيري تطوعا بغير مقابل. محتسبًا أجرة عند الله، لا يطلبه إلا منه. أمر بالمعروف إذا ظهر تركه، ونهي عن المنكر إذا ظهر فعله.[3] وذلك باحتساب الأجر عند الله -تعالى- في القيام بالأعمال الصالحة، ومنها الأمر بالمعروف والنهي عن المنكر.[4]

فالمسبوق في الصلاة إذا أدرك ركعة مع الإمام احْتُسِبَتْ له ركعة، وإن لم يأت بالفرائض التي قبله، ومن دخل المسجد، فرأى الجماعة قائمة لصلاة الظهر فنوى تحية المسجد وصلاة الظهر ودخل معهم في صلاتهم، احتسبت له تحية مسجد وصلاة ظهر.
وكذلك تنازل المسلم عن حقه المترتب على الغير طلبا لثواب الله تعالى، لا عجزا.، وكعِتقِ الرقيق، احْتِسَابًا، ووضع السيد بعض مال الكتابة احْتِسَابًا والعفو عن القصاص دون مقابل احْتِسَابًا.
وكذلك دعوة الناس للإصلاح ونهيهم عن الإفساد طلبا لثواب الله تعالى واحتسابا للأجر.

## ما ورد في الاحتساب
- قول الله تعالى: ﴿وَلَا تَهِنُوا فِي ابْتِغَاءِ الْقَوْمِ إِنْ تَكُونُوا تَأْلَمُونَ فَإِنَّهُمْ يَأْلَمُونَ كَمَا تَأْلَمُونَ وَتَرْجُونَ مِنَ اللَّهِ مَا لَا يَرْجُونَ وَكَانَ اللَّهُ عَلِيمًا حَكِيمًا ۝١٠٤﴾ [النساء:104]، اشتركوا في الألم وامتاز المؤمنون بالصبر والاحتساب للأجر والثواب
- قال الله عز وجل: ﴿وَنَكْتُبُ مَا قَدَّمُوا وَآثَارَهُمْ﴾ [يس:12] قال ابن عباس رضي الله عنه: كانت منازل الأنصار بعيدة من المسجد فأرادوا أن ينتقلوا إلى المسجد فنزلت: ﴿وَنَكْتُبُ مَا قَدَّمُوا وَآثَارَهُمْ﴾ [يس:12]، فقالوا: نثبت مكاننا.[6]
- قال النبي عليه السلام: «يا بني سلمة، ألا تحتسبون آثاركم».[7] فحضهم على البقاء واحتساب الآثار، واستشعارهم النية والإخلاص لله تعالى، في مشيهم.
- عن عَبْدِ اللَّهِ بْنِ أَبِي قَتَادَةَ، «أَنَّهُ سَمِعَ أَبَا قَتَادَةَ، يُحَدِّثُ عَنْ رَسُولِ اللَّهِ صَلَّى اللَّهُ عَلَيْهِ وَسَلَّمَ أَنَّهُ قَامَ فِيهِمْ فَذَكَرَ لَهُمْ الْجِهَادَ فِي سَبِيلِ اللَّهِ عَزَّ وَجَلَّ وَالْإِيمَانَ بِاللَّهِ مِنْ أَفْضَلِ الْأَعْمَالِ، فَقَامَ رَجُلٌ، فَقَالَ: يَا رَسُولَ اللَّهِ، أَرَأَيْتَ إِنْ قُتِلْتُ فِي سَبِيلِ اللَّهِ يُكَفِّرُ عَنِّي خَطَايَايَ؟ فَقَالَ لَهُ رَسُولُ اللَّهِ صَلَّى اللَّهُ عَلَيْهِ وَسَلَّمَ: نَعَمْ، إِنْ قُتِلْتَ فِي سَبِيلِ اللَّهِ وَأَنْتَ صَابِرٌ مُحْتَسِبٌ مُقْبِلٌ غَيْرُ مُدْبِرٍ، ثُمَ قَالَ رَسُولُ اللَّهِ صَلَّى اللَّهُ عَلَيْهِ وَسَلَّمَ: كَيْفَ قُلْتَ؟ قَالَ: أَرَأَيْتَ إِنْ قُتِلْتُ فِي سَبِيلِ اللَّهِ يُكَفِّرُ عَنِّي خَطَايَايَ؟ قَالَ رَسُولُ اللَّهِ صَلَّى اللَّهُ عَلَيْهِ وَسَلَّمَ: نَعَمْ، إِنْ قُتِلْتَ وَأَنْتَ صَابِرٌ مُحْتَسِبٌ مُقْبِلٌ غَيْرُ مُدْبِرٍ، إِلَّا الدَّيْنَ، فَإِنَّ جِبْرِيلَ عَلَيْهِ السَّلَام قَالَ لِي ذَلِكَ».[8]
- حَدَّثَنَا سَهْلُ بْنُ مُوسَى شِيرَانُ الرَّامَهُرْمُزِيُّ، ثنا أَبُو حَفْصٍ عَمْرُو بْنُ عَلِيٍّ، ثنا أَبُو عَاصِمٍ، عَنْ أَبِي خَلْدَةَ، عَنْ أَبِي نَضْرَةَ، قَالَ: «أَتَيْتُ عُثْمَانَ بْنَ الْعَاصِ فِي أَيَّامِ الْعَشْرِ، وَكَانَ لَهُ بَيْتٌ قَدْ أَخْلاهُ لِلْحَدِيثِ، فَمُرَّ عَلَيْهِ بِكَبْشٍ، فَقَالَ لِصَاحِبِهِ: بِكَمْ أَخَذْتَهُ؟ قَالَ: بِاثْنَيْ عَشَرَ دِرْهَمًا، فَقُلْتُ: لَوْ كَانَتْ مَعِي اثْنَا عَشَرَ دِرْهَمًا اشْتَرَيْتُ بِهَا كَبْشًا، فَضَحَّيْتُ بِهِ وَأَطْعَمْتُ عِيَالِي، فَلَمَّا قُمْتُ اتَّبَعَنِي رَسُولُ عُثْمَانَ بِصُرَّةٍ فِيهَا خَمْسُونَ دِرْهَمًا، فَمَا رَأَيْتُ دَرَاهِمَ قَطُّ كَانَتْ أَعْظَمَ بَرَكَةً مِنْهَا، أَعْطَانِي وَهُوَ لَهَا مُحْتَسِبٌ، وَأَنَا إِلَيْهَا مُحْتَاجٌ».[9]

## احتساب الصحابة
الصحابة يحتسبون العادات كما قال معاذ بن جبل: «أما أنا فأنامُ وأقومُ، فأحتَسِبُ نوْمتي كما أحتَسِبُ قوْمتي». وقال سفيان بن زبيد: «يسرني أن يكون لي في كل شيء نيّة حتى في الأكل والنوم». وقال أبو حامد الغزالي في إحياء علوم الدين: «وَأَمَّا تَضَاعُفُ الْفَضْلِ فَبِكَثْرَةِ النِّيَّاتِ الْحَسَنَةِ، فَإِنَّ الطَّاعَةَ الْوَاحِدَةَ يُمْكِنُ أَنْ يَنْوِيَ بِهَا خَيْرَاتٍ كَثِيرَةً، فَيَكُونُ لَهُ بِكُلِّ نِيَّةٍ ثَوَابٌ».

## من أمثلة الاحتساب

### احتساب الحياة كلها لله
قال تعالى: ﴿قُلْ إِنَّنِي هَدَانِي رَبِّي إِلَى صِرَاطٍ مُسْتَقِيمٍ دِينًا قِيَمًا مِلَّةَ إِبْرَاهِيمَ حَنِيفًا وَمَا كَانَ مِنَ الْمُشْرِكِينَ ۝١٦١ قُلْ إِنَّ صَلَاتِي وَنُسُكِي وَمَحْيَايَ وَمَمَاتِي لِلَّهِ رَبِّ الْعَالَمِينَ ۝١٦٢ لَا شَرِيكَ لَهُ وَبِذَلِكَ أُمِرْتُ وَأَنَا أَوَّلُ الْمُسْلِمِينَ ۝١٦٣﴾ [الأنعام:161–163].

### احتساب المباح طاعة
قال ابن الحاج: «المباح ينتقل بالنية إلى الندب». وذكر ابن القيم أن خواص المقربين هم الذين انقلبت المباحات في حقهم إلى طاعات وقربات بالنية، فليس في حقهم مباح متساوي الطرفين، بل أعمالهم راجحة. وقد صح عن الرسول صلى الله عليه وسلم أنه قال لسعد بن أبي وقاص رضي الله عنه: «إنك لن تنفق نفقة تبتغي بها وجه الله إلا أجرت عليها حتى ما تجعل في في امرأتك»، وقال السيوطي رحمه الله: " ومن أحسن ما استدلوا به على أن العبد ينال أجرًا بالنية الصالحة في المباحات والعادات قوله صلى الله عليه وسلم: «ولكل امرئ ما نوى»، فهذه يثاب فاعلها إذا قصد بها التقرب إلى الله، فإن لم يقصد ذلك فلا ثواب له "، وقال ابن تيمية رحمه الله: «ينبغي ألا يفعل من المباحات إلا ما يستعين به على الطاعة، ويقصد الاستعانة بها على الطاعة».

## ثمرات الاحتساب
الاحتساب يعزز الإخلاص، قال الله تعالى: ﴿مَنْ كَانَ يُرِيدُ الْعَاجِلَةَ عَجَّلْنَا لَهُ فِيهَا مَا نَشَاءُ لِمَنْ نُرِيدُ ثُمَّ جَعَلْنَا لَهُ جَهَنَّمَ يَصْلَاهَا مَذْمُومًا مَدْحُورًا ۝١٨ وَمَنْ أَرَادَ الْآخِرَةَ وَسَعَى لَهَا سَعْيَهَا وَهُوَ مُؤْمِنٌ فَأُولَئِكَ كَانَ سَعْيُهُمْ مَشْكُورًا ۝١٩﴾ [الإسراء:18–19] أي: هم فريقان، فريق لا يريد إلا الدنيا، فكانت أعماله لمرضاة شهواته ورغباته وكانت الدنيا أكبر همة، والفريق الآخرعمل للآخرة مبتغيا مرضاة الله، محتسبا أجر كل عمل في الآخرة، فعامل الله كل فريق قدر همته، مصداقا لقوله تعالى: ﴿مَنْ كَانَ يُرِيدُ ثَوَابَ الدُّنْيَا فَعِنْدَ اللَّهِ ثَوَابُ الدُّنْيَا وَالْآخِرَةِ﴾ [النساء:134].
ولهذا قال سفيان الثوري رحمه الله:«ما عالجت شيئاً عليّ أشد من نيّتي، إنها تتقلب عليّ» وهو سبب سعادة الدنيا والآخرة فإن الله جل وعلا قال: ﴿وَمَنْ يُرِدْ ثَوَابَ الدُّنْيَا نُؤْتِهِ مِنْهَا وَمَنْ يُرِدْ ثَوَابَ الْآخِرَةِ نُؤْتِهِ مِنْهَا﴾ [آل عمران:145].
قال ابن القيم في تفسيره: كل عمل لابد له من مبدأ وغاية، فلا يكون العمل طاعة وقربة حتى يكون مصدره عن الإيمان فيكون الباعث عليه هو الإيمان المحض، لا العادة ولا الهوى ولا طلب المحمدة والجاه وغير ذلك بل لابد أن يكون مبدؤه محض الإيمان وغايته ثواب الله وابتغاء مرضاته وهو الاحتساب.